# Lądowisko Wejherowo
Lądowisko Wejherowo – lądowisko sanitarne w Wejherowie, w województwie pomorskim, położone przy ul. Jagalskiego 10. Przeznaczone jest do wykonywania startów i lądowań śmigłowców sanitarnych i ratowniczych w dzień i w nocy o dopuszczalnej masie startowej do 5700 kg.
Zarządzającym lądowiskiem jest Szpital Specjalistyczny im. F. Ceynowy w Wejherowie. W roku 1985 zostało wpisane do ewidencji lądowisk Urzędu Lotnictwa Cywilnego pod numerem 9
W roku 2011 lądowisko zostało całkowicie zmodernizowane. 
W roku 2013 całe lądowisko zostało oświetlone, a dla bezpieczeństwa pobliskie słupy energetyczne zostały pomalowane na biało-czerwono.